# ビリー・アイリッシュ
ビリー・アイリッシュ・パイレート・ベアード・オコンネル（英語: Billie Eilish Pirate Baird O'Connell、[ˈaɪliʃ]、2001年12月18日 - ）は、アメリカ合衆国のシンガーソングライター。

## 略歴
13歳だった2015年にSoundCloudに楽曲「Ocean Eyes」をアップロードしたことがきっかけで注目を集める。同曲はレコード・レーベル、インタースコープ・レコードの子会社、Darkroomの目に留まり、同社からリリースされた。「Ocean Eyes」は、彼女の兄であるフィニアス・オコネルが作詞・プロデュースを担当。
2017年8月11日にEP『Don't Smile at Me』をリリース。EPがアメリカ、イギリス、カナダ、オーストラリアでトップ15を果たし、シングル『Bellyache』もリリースされる。EPの商業的成功に次ぎ、2017年の9月にはApple Musicの「Up Next」と呼ばれる新人アーティストの支援プログラムに選ばれた。また、アメリカ人シンガーのカリードとのコラボで2018年4月にシングルの「lovely」をリリースし、同曲はNetflixで配信されている『13の理由』セカンド・シーズンのサウンドトラックになった。2019年3月29日には、デビュー・アルバム『ホエン・ウィ・オール・フォール・アスリープ、ホエア・ドゥ・ウィ・ゴー?』がリリースされ、批評家たちからも絶賛されている。 アメリカ、イギリス、カナダ、オーストラリアでは1位を獲得した。シングルカットされた「ホエン・ザ・パーティーズ・オーヴァー」と「ベリー・ア・フレンド」がアメリカでトップ15になり、「バッド・ガイ」はアメリカ、カナダ、オーストラリアで1位を獲得。
アメリカレコード協会(RIAA)からゴールド7個とプラチナ2個を獲得。
2020年1月26日に開催された第62回グラミー賞で、主要4部門を含む合計5部門を受賞。主要部門の独占は39年ぶり史上2度目、女性として初、かつ史上最年少の記録となった。音楽制作などは、作曲家・音楽プロデューサーでもある実兄フィニアス・オコネルと共同作業を行っている。

## 生い立ち
アイリッシュは2001年12月18日にカリフォルニア州、ロサンゼルスで生まれた。父のパトリック・オコネルは過去に『アイアンマン』に出演したこともある俳優、母のマギー・ベアードは俳優兼作曲家であり 、両者ともエンターテインメント業界にいる。彼女は、主にスコットランド人とアイルランド人を祖先に持つ。ロサンゼルスのハイランド・パークで生まれ育った。アイリッシュはホームスクールで育ち、8歳でロサンゼルス児童合唱団に参加。自分は信心深い子供だったと振り返っている。すでに自身のバンドで作曲、演奏やプロデュースをしていた兄のフィニアス・オコネルを追いかけるようにアイリッシュも11歳から作曲をし、音楽活動をスタートさせる。

## 経歴

### 2015年-2017年：『Don't Smile at Me』
2015年の10月にアイリッシュが「Ocean Eyes」を録音。兄のフィニアスが元々、自身のバンドのために書いた曲で、アイリッシュのダンス講師が振り付けを考えた。「Ocean Eyes」は、歌唱それ自体に加えて、恋、もしくはオーシャンアイをナパーム弾の空(“napalm skies”)などに喩えるという描写によっても注目を受けたという。
2016年にアイリッシュのデビュー・シングルとして「Ocean Eyes」をSoundCloudで配信。2016年3月24日にミュージック・ビデオがリリースされ、アイリッシュがその曲にダンスしている動画が2016年11月22日にリリースされた。同じ年に、シングル『Six Feet Under』もリリース。2016年11月18日にダーク・ルームとインタースコープ・レコードによって、「Ocean Eyes」が全国に再リリースされる。2017年の1月14日には、4つのリミックスを加えたEP『Ocean Eyes』をリリース。
「Ocean Eyes」のリミックスの成功に次ぎ、2017年2月24日に「Bellyache」をリリース、動画は2017年3月にリリースされた。3月下旬には、Netflixシリーズ『13の理由』に採用されたサウンドトラック「Bored」をリリース。2017年6月30日にシングル『watch』をリリースし、同年７月には「COPYCAT」のリリースに加えてデビューEP『Don't Smile at Me』を発表。7月の毎週金曜日に、新たなシングルをEPに増やしていた。このようによって、シングル『アイドントワナビーユーエニーモア』(idontwannabeyouanymore) や『my boy』がリリースされた。2017年8月11日に「Don't Smile at Me」をリリース。リリース後、「watch」をリミックスした曲「&burn」をアメリカ人ラッパーのヴィンス・ステープルズとコラボし、後にEPの再リリースにも加えられた。ステープルズとコラボし、後にEPの再リリースにも加えられた。

### 2018年-2020年：『ホエン・ウィ・オール・フォール・アスリープ、ホエア・ドゥ・ウィ・ゴー?』
2018年の2月にホエアズ・マイ・マインド・ツアーを開催し、同年の4月にツアーを終えた。2018年のRECORD STORE DAYでは、アコースティック・バージョンの自身の曲「party favor」とドレイクの「ホットライン・ブリング」をカヴァーした。アメリカ人シンガーのカリードとのコラボで2018年4月に「lovely」をリリースし、Netflixで配信されている『13の理由』セカンド・シーズンのサウンドトラックになった。シングル曲「ビッチズ・ブロークン・ハーツ」と「ユー・シュッド・シー・ミー・イン・ア・クラウン」もリリース。8月に来日してサマーソニックに出演した。2018年10月には、シングル「ホエン・ザ・パーティーズ・オーヴァー」をリリース。10月下旬に、ネクスト・マネージメントとモデル契約をした。

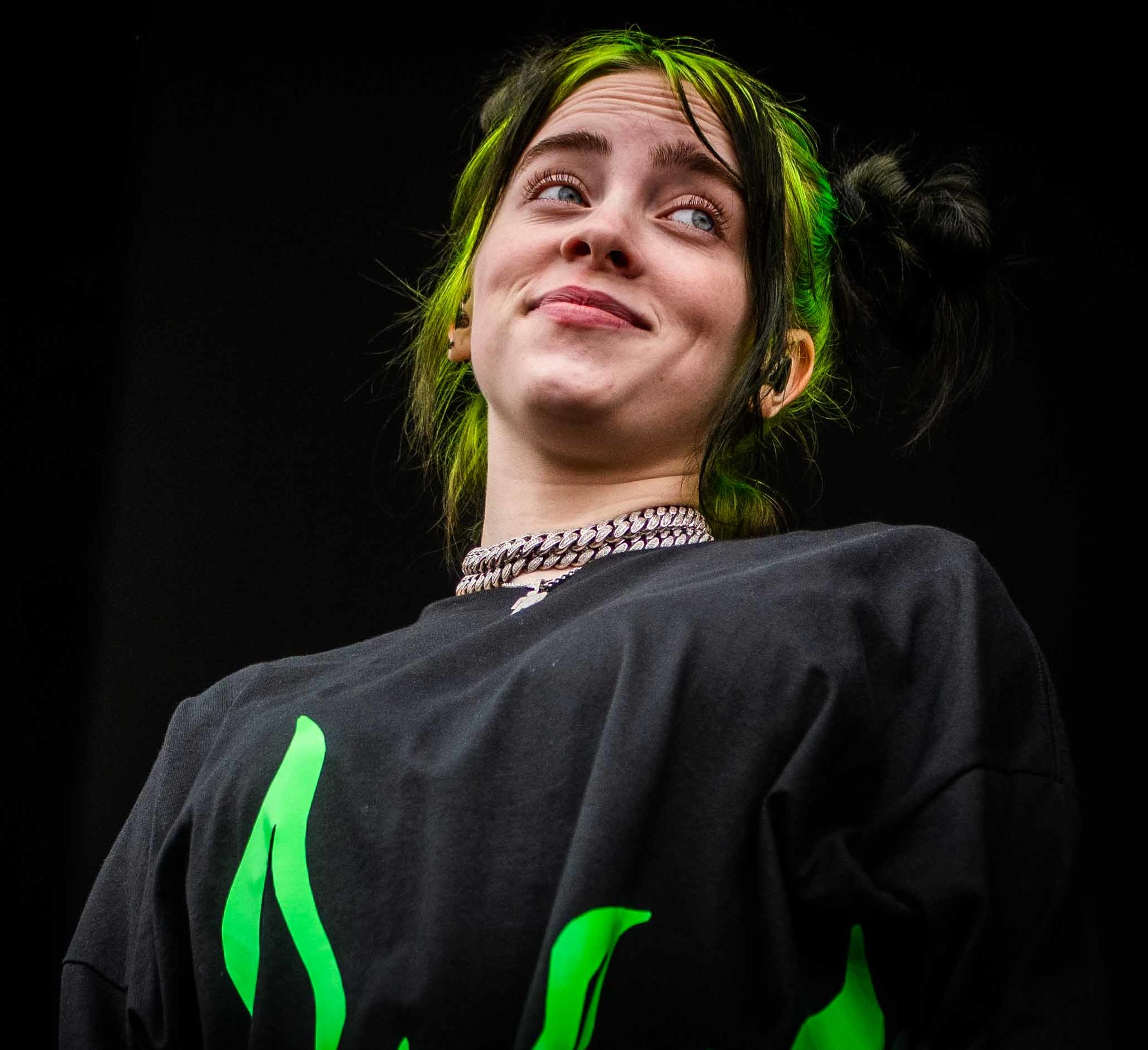
プッケルポップ2019出演時のビリー・アイリッシュ

2019年1月にデビュー・アルバム『ホエン・ウィ・オール・フォール・アスリープ、ホエア・ドゥ・ウィ・ゴー?』からの3rdシングル「ベリー・ア・フレンド」をリリース。Billboard Hot 100で最高14位を獲得。2019年3月4日にアルバムから4thシングル「ウィッシュ・ユー・ワー・ゲイ」がリリースされ、アメリカで最高31位になる。
同月には村上隆とコラボレーションを行い、自身とスマイリーフラワー、巨大蜘蛛をフィーチャリングした「ユー・シュッド・シー・ミー・イン・ア・クラウン」のアニメMVを公開した。”Ocean Eyes”の歌詞を含む曲のこのMVは、自身がモンスターに変化した後に街を破壊する内容である。
『ホエン・ウィ・オール・フォール・アスリープ、ホエア・ドゥ・ウィ・ゴー??』は2019年3月29日にリリースされた。Billboard 200とUK Albums Chartでデビュー・アルバムが1位になり、アメリカでは2000年代生まれでアルバム１位を獲得する初めてのアーティストとなり、イギリスではアルバム1位を取った最年少の女性となった。5thシングル「バッド・ガイ」がアルバムと同時にリリースされ、全米シングルチャートで初の1位を獲得し、2000年以降に生まれたアーティストでは史上初となった。2019年4月から、北米、ヨーロッパ、オセアニアを周るWhen We All Fall Asleep World Tourを、コーチェラ・フェスティバルを皮切りに開始した。ツアーの一環で、レディング・フェスティバルなどのフェスに出演した。
2020年1月15日に『007/ノー・タイム・トゥ・ダイ』の主題歌「ノー・タイム・トゥ・ダイ」をシリーズ史上最年少で提供することが、『007』と本人のインスタグラムで発表された。この発表により、ビリー・アイリッシュはジェームズ・ボンドの主題歌を作曲・演奏した最年少アーティストとなった。同曲は2020年2月13日にシングルとしてリリースされた後、イギリスでアイリッシュにとって初となるナンバーワン・シングルを獲得。
第62回グラミー賞では、新人賞、最優秀レコード賞、最優秀楽曲賞、最優秀アルバム賞という、主要4部門を史上最年少で受賞した。
第92回アカデミー賞でビートルズの「イエスタデイ」を披露。
新型コロナウイルスによるパンデミックの間、アイリッシュと彼女の兄フィニアスは、iHeart Media主催の「iHeart Living Room Concert for America」とGlobal Citizen主催の「One World: Together at Home」、両方の配信型コンサート出演し、後者ではボビー・ヘブによる「Sunny」のカバーを歌った。

### 2020年-2024年：『ハピアー・ザン・エヴァー』
2020年7月30日、アイリッシュは「ノー・タイム・トゥ・ダイ」以来のオリジナル・リリースとなる「My Future」をアニメーション・ビデオとともにリリースした。また、米フォーブス誌の選ぶ「Celebrity 100」リストに最年少で選出された。
2020年8月19日に開催された2020年民主党全国大会に映像で登場、最新シングル「My Future」を初披露し、ジョー・バイデンへの投票を呼びかけた。
2020年9月、2028年ロサンゼルスオリンピックのプロモーション”EVERYONE HAS A STORY”に参加した。
2020年10月、アイリッシュは「Where Do We Go? The Livestream」と名付けたバーチャル・コンサートを開催。ロサンゼルスからライブストリームが放送され、グッズの収益は新型コロナウイルスのパンデミックで影響を受けたイベントクルーを支援するための募金に充てられた。
アイリッシュはまた、2020年10月24日に行われたビルボード・ミュージック・アワードでノミネートされていた12部門のうち「Billboard Music Award for Top Female Artist」「Billboard Music Award for Top Billboard 200 Album」「Billboard Music Award for Top New Artist」の3部門での受賞を果たす。
また、同月にはニューシングル「Therefore I Am」を発表し、共に2020年11月12日にミュージックビデオを公開した。2021年にApple TVで『ビリー・アイリッシュ: 世界は少しぼやけている』というドキュメント映画が配信されている。
第63回グラミー賞で、「エヴリシング・アイ・ウォンテッド」で最優秀レコード賞を、「ノー・タイム・トゥ・ダイ」で最優秀ビジュアルメディア向けソングライティングの賞を受賞した。また、「ノー・タイム・トゥ・ダイ」は第94回アカデミー賞でアカデミー歌曲賞を受賞し、史上初の21世紀生まれのアカデミー賞受賞者となった。
2021年4月29日、”Your Power”をリリース。同年7月30日、スタジオ・アルバムとしては『ホエン・ウィ・オール・フォール・アスリープ、ホエア・ドゥ・ウィ・ゴー?』に次いで第2作目となる『ハピアー・ザン・エヴァー』をリリースした。

### 2024年 - ：『ヒット・ミー・ハード・アンド・ソフト』
アイリッシュは2024年4月8日に自身3作目となるアルバム『ヒット・ミー・ハード・アンド・ソフト』のリリースを発表し、同年5月17日にインタースコープレコード社の子会社、ダークルームよりリリースを開始した。これは2021年にリリースした『ハピアー・ザン・エヴァー』以来3年ぶりのリリースである。また、4月29日に同アルバムのワールドツアーの発表も行った。公演地は北アメリカ、オセアニア、ヨーロッパにおよび、2024年9月から2025年7月を予定されている。
同アルバムはオーストラリア、カナダ、ドイツ、アイルランド、ニュージーランド、イギリスを含む20カ国以上でチャートの1位を獲得した。また、米国では、「ヒット・ミー・ハード・アンド・ソフト」はビルボード200で初登場2位となり、収録曲全10曲がビルボード・ホット100のトップ40にランクインした。トラック"Lunch"はリード・シングルとして同時にリリースされた。
9月17日、自身のXアカウントにおいて、兄のフィニアス・オコネルと共に2024年アメリカ合衆国大統領選挙では民主党を支持すると同時に大統領候補のカマラ・ハリス並びに副大統領候補のティム・ウォルズに投票することを表明した。

## 人物

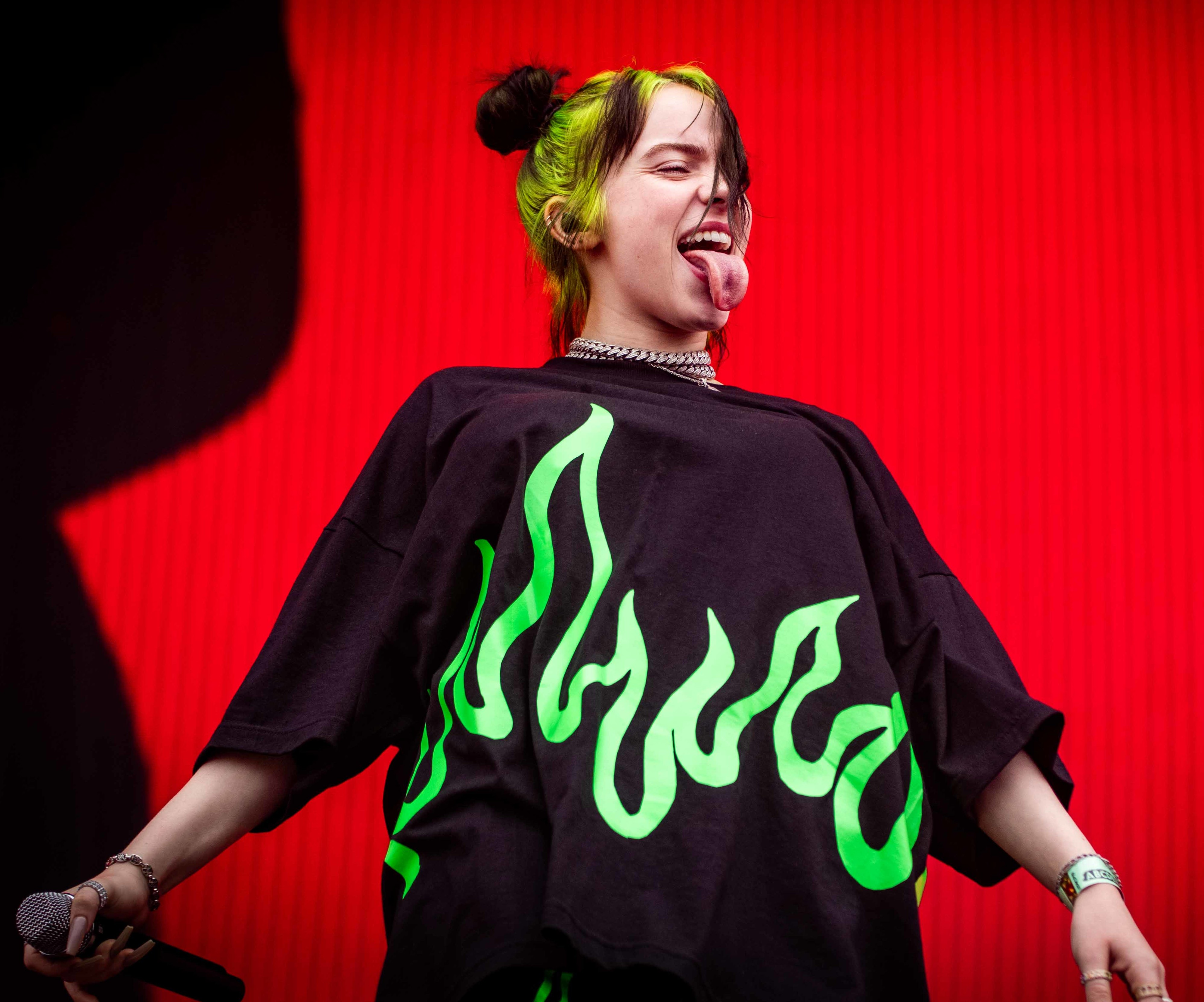
プッケルポップ2019出演時のビリー・アイリッシュ

アイリッシュは顔面けいれんを引き起こすトゥレット障害の他にも、夜驚症や抑うつ・共感覚・聴覚情報処理障害など様々な精神障害の発症を明らかにしている。2019年3月にガーディアンのインタビューでは、麻薬使用について「私は麻薬をやったことがない、私は私の人生の中で何かを吸ったことがない。それは私にとって面白くない」と無関心を強く表している。
トゥレット障害について、テレビ番組『エレンの部屋』に出演した際、「私を定義する時に結びつけて欲しくなくて、これまでは何も言ってこなかったの。」「ファンの中にもそれを抱えている人たちがたくさんいるっていうことが分かって、より心が休まるようになったわ。」と語っている。
宮崎駿監督作品のファンであると公言している。

### 人種差別疑惑への批判と謝罪
2021年6月14日までに、ビリーがタイラー・ザ・クリエイターの曲を流し、歌詞にある「チンク」という中国系移民に対する侮辱用語を歌ったり、黒人英語を話したり、アジア人が話している様子をおもしろおかしく真似したりしたとされる場面などをつなぎ合わせたショート動画がTikTokで100万回以上再生され、話題になった。アイリッシュが14歳の時に投稿したInstagramなどから切り出した動画とみられる。2021年6月22日、Instagramのストーリー（一時的な投稿）で「（これらの編集は、）13歳か14歳ぐらいの時の、アジア系コミュニティに対する侮蔑語だと知らずに、曲の中の言葉を発したものです。（今では）こうした言葉を発したことに対して愕然としていますし、恥ずかしい気持ちです」「ふざけて意味不明な言葉を発したもので、誰かや、何らかの言語・アクセント・文化を真似したものでは決してありません。」「当時、私は無知で幼かったものの、言い訳にはなりませんし、謝罪します」などとした。

### 動物愛護
ベジタリアンとして育てられ、肉を食べたことはなく、12歳の頃からヴィーガンとなる。2021年、動物愛護活動が評価され、国際動物愛護団体PETAから「今年の人」に選出された。2021年9月、ナイキとのコラボレーションで、100%ヴィーガンのエアージョーダンのコレクションを発表。10月には動物由来の成分を一切使わず、動物実験を行わないオリジナルの香水を発売した。自身のSNSのフォロワーに対し、感謝祭の七面鳥を食べないよう呼びかけるなど、動物愛護を発信している。2023年、兄のフィニアスとともに、ロサンゼルスにイタリアンのヴィーガンレストラン『Argento』をオープンした。

### 権利擁護
女性の権利について。全ての身体的なことを肯定的に捉える活動ボディ・ポジティブの支持者である。自身に対するボディ・シェイミングや女性の外見への厳しい評価への対応として、2020年の短編映画『Not My Responsibility』を執筆、プロデュースした。2021年に発売のシングル曲「Your Power」は、権力者による若い女性の性的搾取を批判している。米国の中絶の権利運動に関わっている。
2024年、アカデミー賞授賞式で、2023年パレスチナ・イスラエル戦争の停戦を呼びかけるArtists4Ceasefireピンを着用した。

### 地球温暖化への関心
地球温暖化に対して積極的に発信しており、All the Good Girls Go to Hellは地球温暖化について警鐘を鳴らす楽曲だとしている。BLM運動について大々的に発信を行い、All Lives Matterに対して反対する投稿をInstagramにアップロードし、白人の特権(White privilege)の存在を訴えた。
気候変動、環境問題に関して。2022年、気候変動による貧困に対して行動を起こすよう促す世界の指導者らへの公開書簡に署名した。また、ロンドンで気候セミナー「Overheated」を主催した。2023年、REVERBの脱炭素化音楽プロジェクトを立ち上げた。また、プライベートジェットの使用を拒否している。

## 音楽的才能

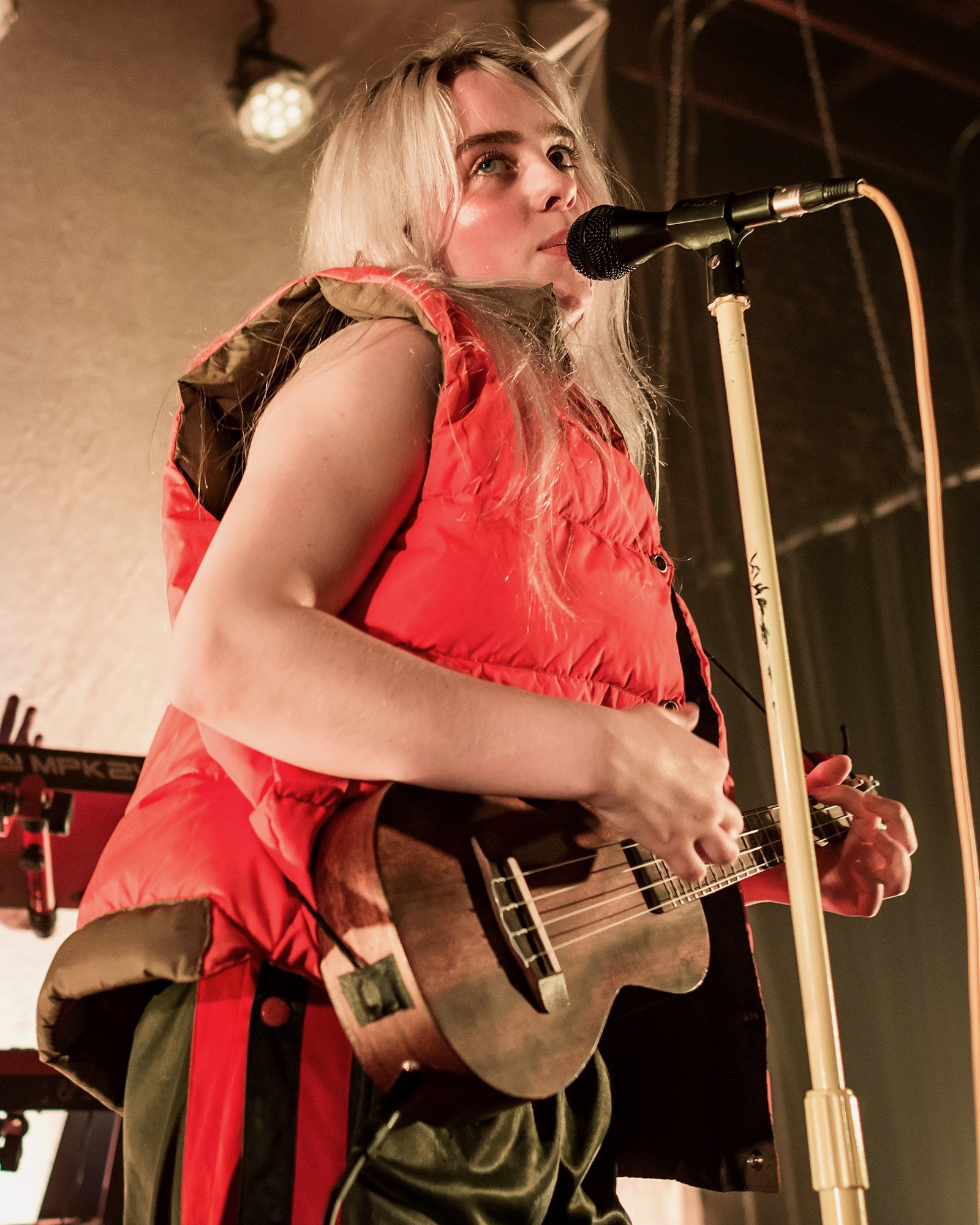
ビリー・アイリッシュ（2017年）

アイリッシュのソプラノ声をNoiseyのAvery Stoneが「優美」、ローリング・ストーンのマウラ・ジョンストンが「ささやくような声」と言い表している。ザ・ニューヨーカーのドリーン・セント・彼女は「高く細い音色をハスキーかつ滑らかな声でフェード・アウトできる」と述べている。
兄のフィニアスと共同で音楽を作曲。音楽を作るにあたって兄のことをパートナーと呼んでいる。フィニアスがアイリッシュの音楽をプロデュースし、ライヴでも一緒に出演している。二人とも「完全に話を作り上げてそのキャラクターになりきる」ことと「架空の曲」を作ることが好き。だが幾つかの曲は、フィニアスとアイリッシュの経験から基づいている：「大体同じようなことを乗り切ってきているから、私と兄が経験したことが曲にミックスされているの。半分半分かな：架空のも沢山あるし、そうじゃないのも沢山ある。」彼らは、「皆が考えていることだけれど、誰も口に出さない」ことや「とても興味深い歌詞で会話風」な曲を書くように意識している：「そんなに深くないことを深く書いてみたりするの。何かの意味を成しながら、特定の方法で深く言ったりするの、でもそんなに深く考えずにね。」
フィニアスは、妹の曲を作る際に「彼女が自分自身に関連付けられる内容で、歌いながら楽しむことができ、歌詞を強調させて、彼女のものにできる」よう心掛けているという。アイリッシュと曲を作る時は、「彼女が伝えたいストーリーを伝える手伝いや、彼女からの意見も得て、彼女のアイデアにも耳を傾ける」ようにし、彼女に合った言葉遣いの歌詞になるように努めている。
アイリッシュは主にヒップホップとR&Bを聴く。ラップ音楽の大ファンで、ラッパーのタイラー・ザ・クリエイターや、アール・スウェットシャツ、エイサップ・ロッキー、そして歌手のミゲルに感心しており、コラボしたいと思っている。彼女はビートルズや、グリーン・デイ、アヴリル・ラヴィーン、そしてジャスティン・ビーバーの曲を聴いて育った。そして、ラナ・デル・レイから大きな影響力を得たと主張している。

## パブリック・イメージ

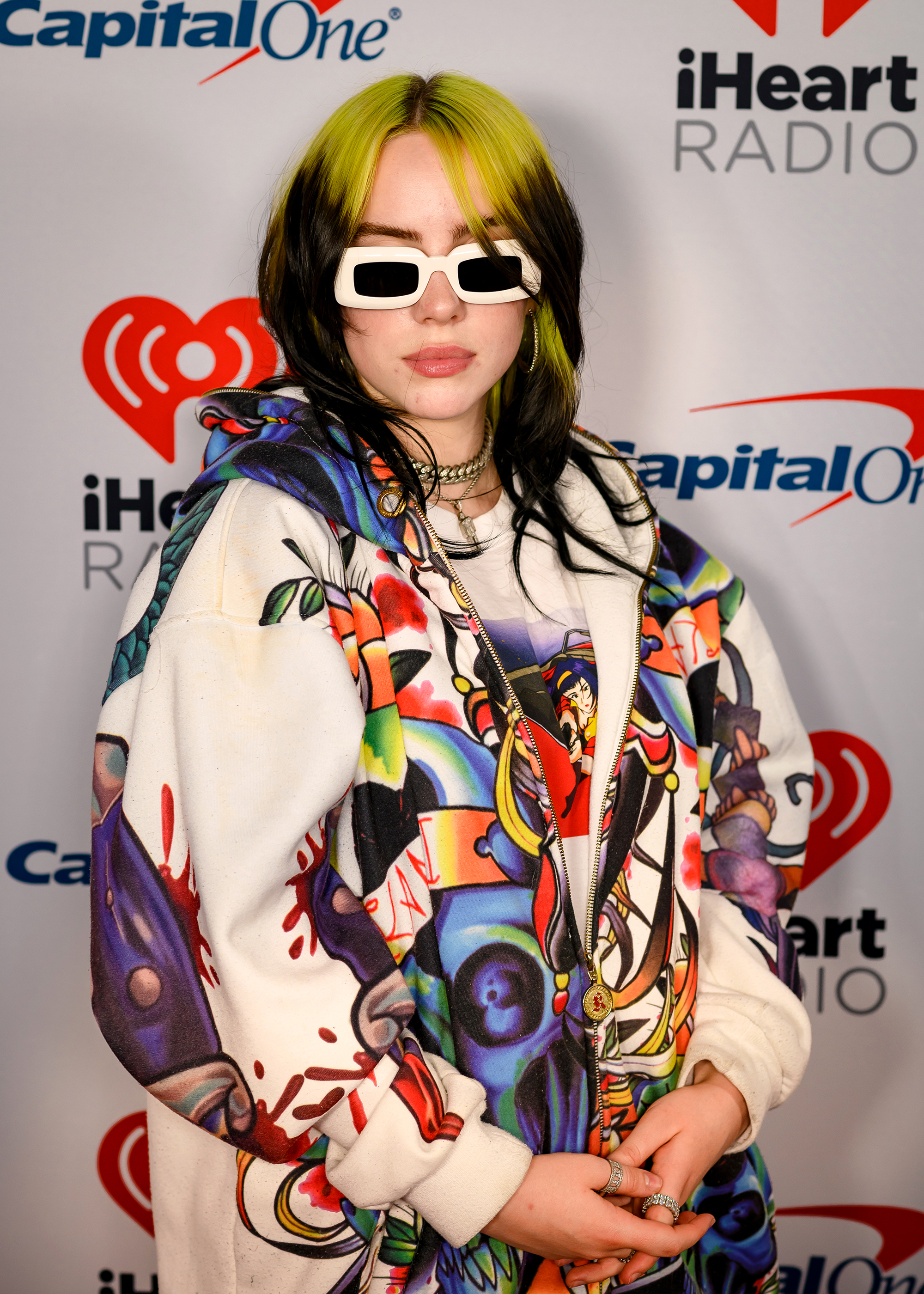
2020年

アイリッシュは主にだぶだぶした体に合わない服を着るファッション・スタイルをすることで知られている。タイラー・ザ・クリエイターに影響された美的センスだ。2017年に雑誌ハーパーズ・バザーにて、周りの人から注目してもらっている気分になるので、普通とはかけ離れたファッションをするのが好きと言っていた。2019年のカルバン・クラインの広告では、自分の体型に対してとやかく言われたくないため、このようなファッションをしていると述べていた。自分のイメージに対しては、「私は、他の多くの人は凄く違う、そうしようとしているの。ルールに従うのが嫌い。特定のファッションをしている人がいたら、私はそれとはまったく違うファッションを着るわ。私は超変わっている。覚えられているのが好きだから、記憶に残るような人に見られたいの。みんなが思っているより私は大事な人なんだって証明できたと思う。私はちょっと威圧的なの、だからみんな私の言うことをよく聞く。ちょっと怖い系。大勢の人がただ私を怖がっている。感じの悪い顔 (Resting Bitch Face) をしているから。」と話している。
2021年6月号のBritish Vogueの表紙を飾り、今までのイメージを覆すようなファッション・スタイルをテーマとした。
2021年7月中頃、2作目のアルバム『ハピアー・ザン・エヴァー』の発表を前にして、”flop era”（落ち目）だというSNS上の評判に対して、TikTokで”eat my dust my tits are bigger than yours”（「私の胸はあなたのより大きい」）と反論をした。
2021年9月、大坂なおみらとco-chairをつとめたメットガラに登場した。

## 商品／広告キャンペーン
2019年5月、カルバン・クラインの広告キャンペーンI SPEAK MY TRUTH IN #MYCALVINS に参加し、また、Ad Councilのキャンペーン“Seize the Awkward”と連続でメンタル・ヘルスへの意識を広めることを目的とするPSAにも登場した。2020年6月にも村上隆とのコラボTシャツをユニクロで販売した。
2019年8月、ファッション関連でコラボレーションをしているシベリア・ヒルズが、日本人とされるアマチュア作者の描いたアニメ『ラブライブ!』の登場人物・東條希のデザインを盗用したとして論争を呼んだ。その後、ヒルズ側は作者本人にではなくインスタグラム上で作者やファンに謝罪し、該当商品のTシャツやパーカーの販売を取り止め、購入者に対して払い戻しを行うことを明らかにした。また、アイリッシュ自身によるこの商品への関与がなかったことも言明しているが、本人は特にコメントを残していない。

## ディスコグラフィ

### アルバム
| タイトル                                                              | 詳細                                                                                                  | 最高チャート順位 | 最高チャート順位 | 最高チャート順位 | 最高チャート順位 | 最高チャート順位 | 最高チャート順位 | 最高チャート順位 | 最高チャート順位 | 最高チャート順位 | 最高チャート順位 | 認定                                                                     |
| タイトル                                                              | 詳細                                                                                                  | US               | AUS              | AUT              | CAN              | DEN              | NL               | NOR              | NZ               | SWE              | UK               | 認定                                                                     |
| --------------------------------------------------------------------- | --- | ---------------- | ---------------- | ---------------- | ---------------- | ---------------- | ---------------- | ---------------- | ---------------- | ---------------- | ---------------- | ------------------------------------------------------------------------ |
| ホエン・ウィ・オール・フォール・アスリープ、ホエア・ドゥ・ウィ・ゴー? | - 発売日: 2019年3月29日 - レーベル: ダークルーム、インタースコープ - 規格: CD、カセット、音楽配信、LP | 1                | 1                | 1                | 1                | 1                | 1                | 1                | 1                | 1                | 1                | - US: 4 ×プラチナ - CAN: 5 ×プラチナ - UK: 2 ×プラチナ - NZ: 4 ×プラチナ |
| ハピアー・ザン・エヴァー                                              | - 発売日: 2021年7月30日 - レーベル: ダークルーム、インタースコープ - 規格: CD、音楽配信               | 1                | 1                | 1                | 1                | 1                | 1                | 1                | 1                | 1                | 1                | - UK: シルバー - DEN: ゴールド - NZ: ゴールド                            |
| ヒット・ミー・ハード・アンド・ソフト                                  | - 発売日: 2024年5月17日 - レーベル: ダークルーム、インタースコープ - 規格: CD、カセット、音楽配信     | 2                | 1                | 1                | 1                | 1                | 1                | 1                | 1                | 1                | 1                | - UK: シルバー                                                           |

### EP
| タイトル                                              | 詳細 | 最高位 | 最高位  | 最高位 | 最高位   | 最高位 | 最高位 | 最高位 | 最高位 | 最高位 | 最高位 | 認定                                                     |
| タイトル                                              | 詳細 | US     | US Alt. | AUS    | BEL (FL) | CAN    | NL     | NOR    | NZ     | SWE    | UK     | 認定                                                     |
| ----------------------------------------------------- | --- | ------ | ------- | ------ | -------- | ------ | ------ | ------ | ------ | ------ | ------ | -------------------------------------------------------- |
| Don't Smile at Me （ドント・スマイル・アット・ミー ） | - 発売日: 2017年8月11日 - レーベル: ダークルーム、インタースコープ - 規格: 音楽配信、カセット、EP - 日本盤は『ドント・スマイル・アット・ミー +5』として5曲のボーナス・トラックを収録。 | 14     | 1       | 6      | 24       | 10     | 12     | 7      | 4      | 4      | 12     | - RIAA: Gold - BPI: Gold - MC: Platinum - RMNZ: Platinum |
| Up Next Session: Billie Eilish                        | - 発売日: 2017年9月20日 - レーベル: ダークルーム、インタースコープ - 規格: ストリーミング（Apple Music限定の3曲入りライブEP）                                                          | —      | —       | —      | —        | —      | —      | —      | —      | —      | —      | —                                                        |

## ツアー

### ヘッドライン
- ドント・スマイル・アット・ミー・ツアー（2017年）
- ホエアズ・マイ・マインド・ツアー（2018年）
- ワン・バイ・ワン・ツアー（2018年 - 2019年）[106]
- ホエン・ウィ・オール・フォール・アスリープ、ワールド・ツアー（2019年）[107]
- ホエア・ドゥー・ウィー・ゴー？ワールド・ツアー(2020年)
- Happier Than Ever, The World Tour (2022)
- Hit me hard and soft（2024）

### オープニング・アクト
- フローレンス・アンド・ザ・マシーン - ハイ・アズ・ホープ・ツアー（2018年）[106]

## 受賞とノミネート
| 年   | 候補者               | 賞                                                       | 結果       |
| ---- | -------------------- | -------------------------------------------------------- | ---------- |
| 2018 | ビリー・アイリッシュ | Fan Fave New Artist(ファンが最も好きな新人アーティスト） | ノミネート |

| 年   | 候補者               | 賞                               | 結果       |
| ---- | -------------------- | -------------------------------- | ---------- |
| 2019 | ビリー・アイリッシュ | Best New Rock/Alternative Artist | ノミネート |

| 年   | 候補者               | 賞                       | 結果 |
| ---- | -------------------- | ------------------------ | ---- |
| 2019 | ビリー・アイリッシュ | Favorite Breakout Artist | 受賞 |

| 年   | 候補者               | 賞                 | 結果       |
| ---- | -------------------- | ------------------ | ---------- |
| 2019 | ビリー・アイリッシュ | Best New Headliner | ノミネート |

| 年     | 候補者/対象                                                               | 賞                                                                | 結果       |
| ------ | ------------------------------------------------------------------------- | ----------------------------------------------------------------- | ---------- |
| 2020年 | 『ホエン・ウィ・オール・フォール・アスリープ、ホエア・ドゥ・ウィ・ゴー?』 | Album of the Year（最優秀アルバム賞）                             | 受賞       |
| 2020年 | 『ホエン・ウィ・オール・フォール・アスリープ、ホエア・ドゥ・ウィ・ゴー?』 | Best Pop Vocal Album（最優秀ポップ・ヴォーカル・アルバム賞）      | 受賞       |
| 2020年 | 「バッド・ガイ」                                                          | Record of the Year（最優秀レコード賞）                            | 受賞       |
| 2020年 | 「バッド・ガイ」                                                          | Song of the Year（最優秀楽曲賞）                                  | 受賞       |
| 2020年 | 「バッド・ガイ」                                                          | Best Pop Solo Performance（最優秀ポップ・ソロ・パフォーマンス賞） | ノミネート |
| 2020年 | ビリー・アイリッシュ                                                      | Best New Artist（最優秀新人賞）                                   | 受賞       |

最年少で主要4部門のノミネートを果たし、史上最年少で主要4部門を独占。主要4部門同時受賞は1981年クリストファー・クロス以来の39年ぶり、史上2人目の快挙である。

## タイアップ
- 2020年に日本テレビ系列で放送された日本の連続ドラマ『シロでもクロでもない世界で、パンダは笑う。』のエンディングテーマに「バッド・ガイ」が採用された。
- 日本テレビ系『ザ!世界仰天ニュース』の2025年1月から3月のエンディングテーマとして「バーズ・オブ・ア・フェザー」が使用された[108]。

### 補註
1. ↑  2021年には、当時この曲はリリースする予定はなく、ダンス教室の先生に振り付け用の曲を作ってほしいと言われ先生にリンクを送る方法として簡単なSoundCouldにアップロードしたところSoundCouldでヒットし数千回再生され、当時の自分には大きな出来事であり、作曲者である兄のフィニアスと喜悦したが、本当の意味で話題になった訳でもないし生活も大して変わらなかったと振り返っている[7]。